# Rhaphium nuortevai
Rhaphium nuortevai är en tvåvingeart som beskrevs av Negrobov 1977. Rhaphium nuortevai ingår i släktet Rhaphium och familjen styltflugor. Inga underarter finns listade i Catalogue of Life.